# Йоханес фон Винтертур
Йоханес фон Винтертур, наричан също Витодуранус (на немски: Johannes von Winterthur, Vitoduranus, * ок. 1300 във Винтертур, † 1348 или 1349 вероятно в Линдау) е германски францискански монах и средновековен хронист.
Йоханес посещава от 1309 г. училището във Винтертур и около 1317 г. влиза в Миноритския орден, клон на първия орден на Свети Франциск. През 1328 г. той е монах в манастира на Базел и 1335 г. в Шафхаузен. През 1340 г. той се остановява в църквата в Линдау на Боденското езеро и започва там да пише своята хроника. Произведението е на латински и започва с понтификата на папа Инокентий III ок. 1200 г. и завършва до 1348 г., началото на управлението на Карл IV. От хрониката му е запазена само втората част.
Йоханес умира през 1348 или 1349 г. по време на голямата епидемия от чума в Миноритския манастир на Линдау.

## Издания
- Friedrich Baethgen und Carl Brun (Hrsg.), Scriptores rerum Germanicarum, Nova series 3: Die Chronik Johanns von Winterthur (Chronica Iohannis Vitodurani) Berlin 1924 (Monumenta Germaniae Historica, Digitalisat Архив на оригинала от 2013-10-06 в Wayback Machine.)
- Übersetzung von Bernhard Freuler, 1866